# 國家綜合癌症網絡
国家综合癌症网络（National Comprehensive Cancer Network，NCCN）是一个由美国31个癌症中心组成的联盟，這些癌症中心大部分被国家癌症研究所指定为综合癌症中心。國家綜合癌症網絡是一个非营利组织，總部位於宾夕法尼亚州。經同行評審的医学杂志《国家综合癌症网络杂志》由其出版。